# Mandjelia banksi
Mandjelia banksi là một loài nhện trong họ Barychelidae. Loài này phân bố ờ Queensland.